# Klimabox
Klimabox je obdobou růstové komory. Jedná se o zařízení laboratoří rostlinných implantátů. Je to zařízení, které umožňuje definovat kultivační podmínky pro rostliny a vzorky v něm umístěně. Jedná se o regulaci teploty, osvětlení a případně dalších charakteristik.